# Aspidoquiròtides
Els aspidoquiròtides (Aspidochirotida) són un antic ordre d'equinoderms holoturoideus. L'espardenya de mar pertany a aquest ordre. La seva validesa taxonòmica es dubotosa.
Es diferencien d'altres cogombres de mar per la presència de tentacles aplanats sovint amb forma de fulla, però sense tenir els altres grans apèndixs que es troben en l'ordre relacionat Elasipodida. No tenen músculs introvertits o retràctils. L'anell calcari no té projeccions posteriors. La paret del cos és en general tova i flexible.
La majoria de les espècies viuen en aigües superficials, encara que hi ha una família exclusiva de les aigües profundes.

## Taxonomia
La validesa de l'orde Aspidochirotida és qüestionada, car sembla que es tracta d'un grup polifilètic; les seves espècies s'han repartit entre els ordres Holothuriida, Persiculida i Synallactida).
En aquest ordre hi ha unes 340 espècies distribuïts en 35 gèneres i 3 famílies.